# Смешанная сборная Косова по кёрлингу
Смешанная сборная Косова по кёрлингу — смешанная национальная сборная команда (составленная из двух мужчин и двух женщин), представляет Косово на международных соревнованиях по кёрлингу. Управляющей организацией выступает Федерация кёрлинга Косова (алб. Kosova Federata Curling, англ. Kosovo Curling Federation).

## Результаты выступлений

### Чемпионаты мира
| Год       | И              | В              | П              | М              | Состав (скипы выделены) | Состав (скипы выделены) | Состав (скипы выделены) | Состав (скипы выделены) | Состав (скипы выделены)      |
| Год       | И              | В              | П              | М              | Четвёртый               | Третий                  | Второй                  | Первый                  | Тренер                       |
| --------- | -------------- | -------------- | -------------- | -------------- | ----------------------- | ----------------------- | ----------------------- | ----------------------- | ---------------------------- |
| 2015—2018 | не участвовали | не участвовали | не участвовали | не участвовали | не участвовали          | не участвовали          | не участвовали          | не участвовали          | не участвовали               |
| 2019      | 7              | 1              | 6              | 34             | Mirjeta Shatri (в/с)    | Peter Andersen          | Eldena Dakaj            | Eric Shabaj             | Meriton Zeneli, Judy Russell |

(данные отсюда:)